# Casertavecchia
Casertavecchia è un borgo medievale, frazione del comune italiano di Caserta, ubicato alle pendici dei monti Tifatini.
Sorge a circa 401 metri di altitudine e a 10 km di distanza da Caserta (in direzione nord-est), benché la distanza in linea d'aria sia di soli 4 km. In epoca medievale costituì il principale nucleo urbano di Caserta, ed è oggi tra i monumenti nazionali italiani.

## Storia

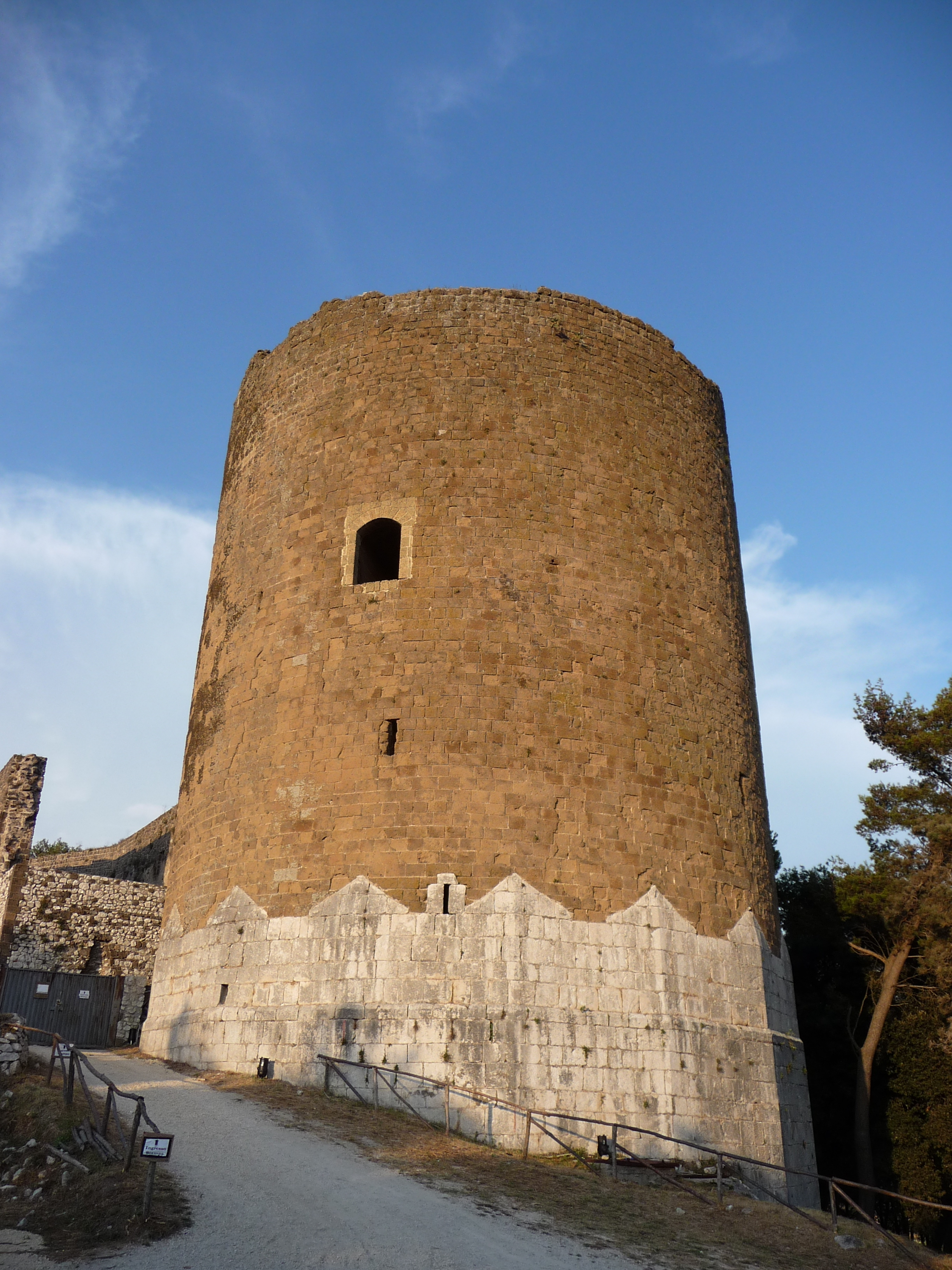
La torre del castello

Le origini di Casertavecchia sono ancora incerte, ma secondo la cronaca dei Longobardi meridionali scritta da Erchemperto, Historia Langobardorum Beneventanorum già nell'anno 861 d.C. esisteva un nucleo urbano denominato Casa Hirta (dal latino: "villaggio posto in alto").
Originariamente è un dominio longobardo: Landolfo di Capua alla morte di suo padre, il conte Landone, s'impossessa della città; ma lo zio, Pandone il Rapace riesce ad agguantarlo. Dopo l'863 Casertavecchia viene occupata dal figlio del Rapace, Landolfo. Ma solo nell'879 con l'altro figlio del Rapace, Pandolfo, comincia la serie dei conti di Caserta.
A seguito delle incursioni saracene e alle devastazioni delle città della pianura, gli abitanti e il clero delle zone circostanti, in particolare quelli della scomparsa città di Calatia, trovarono in Casertavecchia, protetta dalle montagne, un rifugio sicuro.
Nel 1062 ebbe inizio la dominazione normanna che portò il paese al massimo livello di splendore con la costruzione dell'attuale duomo, consacrato al culto di san Michele Arcangelo. Con alterne vicende il borgo passò sotto la dominazione sveva con Riccardo di Lauro (1232-1266), il quale accrebbe l'importanza del borgo anche da punto di vista politico. Nel 1442 il borgo passò sotto la dominazione aragonese, iniziando così la sua lunga e progressiva decadenza: a Casertavecchia restarono solo il vescovo e il seminario.
Con l'avvento dei Borbone e la costruzione della Reggia, Caserta diventa il nuovo centro di ogni attività a scapito di Casertavecchia, alla quale, nel 1842, viene tolto il vescovado, anch'esso trasferito a Caserta. Nel 1960 l'insediamento di Casertavecchia è stato inserito nella lista dei monumenti nazionali italiani. Da allora il borgo ha conosciuto un progressivo ritorno di interesse, legato principalmente al turismo.

## Monumenti e luoghi d'interesse

### Architetture religiose
- Duomo di Casertavecchia (1153), in stile romanico, è stata cattedrale della diocesi di Caserta fino al 1841.
- Chiesa dell'Annunziata, edificata prima del XV secolo, fu distrutta da un incendio nel 1903, da un crollo nel 1934 e successivamente ricostruita.
- Cappella di San Rocco, costruita nel XVII secolo, conserva affreschi risalenti al XVII e XVIII secolo[2].

### Architetture militari
- Castello di Casertavecchia, in parte restaurato in parte in stato di rudere, di forma esagonale irregolare, si conserva la cortina muraria e le torri.

## Cultura

### Teatro
Dal 1970 a Casertavecchia si tiene la rassegna di spettacoli "Settembre al Borgo".

### Letteratura
Dal 2018 il Borgo medievale ospita anche «Un Borgo di Libri», festival di letteratura, teatro, cultura, ideato e diretto da Luigi Ferraiuolo

### Musica
Nel 2007 Il gruppo musicale Corde Oblique pubblica il brano Casa Hirta, dedicato al borgo di Casertavecchia. Il brano è incluso nell'album Volontà d'arte.

### Cinema
Il borgo è stato utilizzato negli anni come ambientazione di diversi film come Il Decameron di Pier Paolo Pasolini e della serie tv L'amica geniale.

## Infrastrutture e trasporti
Il borgo è raggiungibile dalla stazione di Caserta tramite un'autolinea dedicata di AIR Campania.